# Faliero Rosati
Faliero Rosati (* 17. Oktober 1946 in Pisa) ist ein italienischer Filmregisseur und Drehbuchautor.

## Leben
Rosati schloss im Fach „Moderne Literatur“ ab und war Assistent von Michelangelo Antonioni, bevor er beim Fernsehen unter Vertrag genommen wurde. Dort war er 1976 für das 2-teilige „Special“ Dietro lo schermo verantwortlich. Nach einer Drehbuchzusammenarbeit mit Carlo Lizzani erschien sein Regiedebüt, Morte di un operatore 1978, ein Fernsehfilm, der auch im Kino gezeigt wurde. Dem persönlichen, von der Bildsprache Antonionis deutlich beeinflussten Werk folgte 1981 die Dokumentation Valle dei fonti und ab 1983 bis zum Ende des Jahrtausends in regelmäßigen Abständen handwerklich bemerkenswerte, aber immer öfter rein kommerziell ausgerichtete (vor allem Fernseh-)Arbeiten, zwischen denen Rosati auch immer wieder Drehbücher für andere Regisseure verfasste.

## Filmografie (Auswahl)
Regie und Drehbuch
- 1978: Morte di un operatore
- 1988: High Frequency (Qualcuno in ascolto)
- 1997: Il segno della schimmia (Fernsehfilm)

Drehbuch
- 1977: Kleinhoff Hotel (Kleinhoff Hotel)